# Daniel Fernandes
Daniel Fernandes (* 14. březen 1973 Nogent-le-Rotrou, Francie) je bývalý reprezentant Francie v judu.

## Sportovní kariéra
Fernandes se do reprezentačního výběru na velký turnaj dostal až na sklonku třicítky. Proti Galianimu nebo později Chedirovi se nedokázal dříve prosadit. Jeho styl boje byl taktický, divácky neatraktivní. Znal velmi dobře své soupeře a jejich slabiny.
V roce 2003 vybojoval druhým místem na mistrovství světa v Osace kvalifikaci na olympijské hry v Athénách. Nominaci na hry uhájil byť byl až čtvrtým Francouzem v kvalifikačním žebříčku EJU. Na olympijském turnaji nutil své soupeře k chybám a tímto způsobem se dostal až do semifinále, kde narazil na Rusa Makarova. Makarov na něho vyvíjel značný tlak, kterému odolával pouze za cenu napomínání. Ve třetí minutě zápasu úmyslně vyšlápl z tatami a dostal čtvrté šido neboli hansokumake. V boji o třetí místo ho čekal americký gladiátor Pedro. Ve třetí minutě prohrával po dvou napomínání na juko a musel začít bojovat. Jenže pokus o seoi-nage Američan krásně ustál a navíc ho kontroval za wazari a na zemi přešel do držení. Obsadil 5. místo.
V roce 2008 neměl dostatek kvalifikačních bodů a Francie tak poprvé v historii neměla zástupce v lehkých vahách na olympijských hrách.

## Výsledky
| Turnaj             | 2001 | 2002 | 2003 | 2004 | 2005 | 2006 | 2007 | 2008 |
| ------------------ | ---- | ---- | ---- | ---- | ---- | ---- | ---- | ---- |
| Olympijské hry     | -    | -    | -    | 5.   | -    | -    | -    | dns  |
| Mistrovství světa  | úč.  | -    | 2.   | -    | úč.  | -    | úč.  | -    |
| Mistrovství Evropy | 3.   | dns  | dns  | dns  | 3.   | 2.   | úč.  | úč.  |